# 锯齿露齿螺
锯齿露齿螺（学名：Ringicula denticulata）为露齿螺科露齿螺属的动物。

## 分佈
分布于澳大利亚以及中国大陆的大鹏湾等地，属于暖水性种类。其一般栖息于潮间带低潮线泥砂质底。